# Udi (Nigeria)

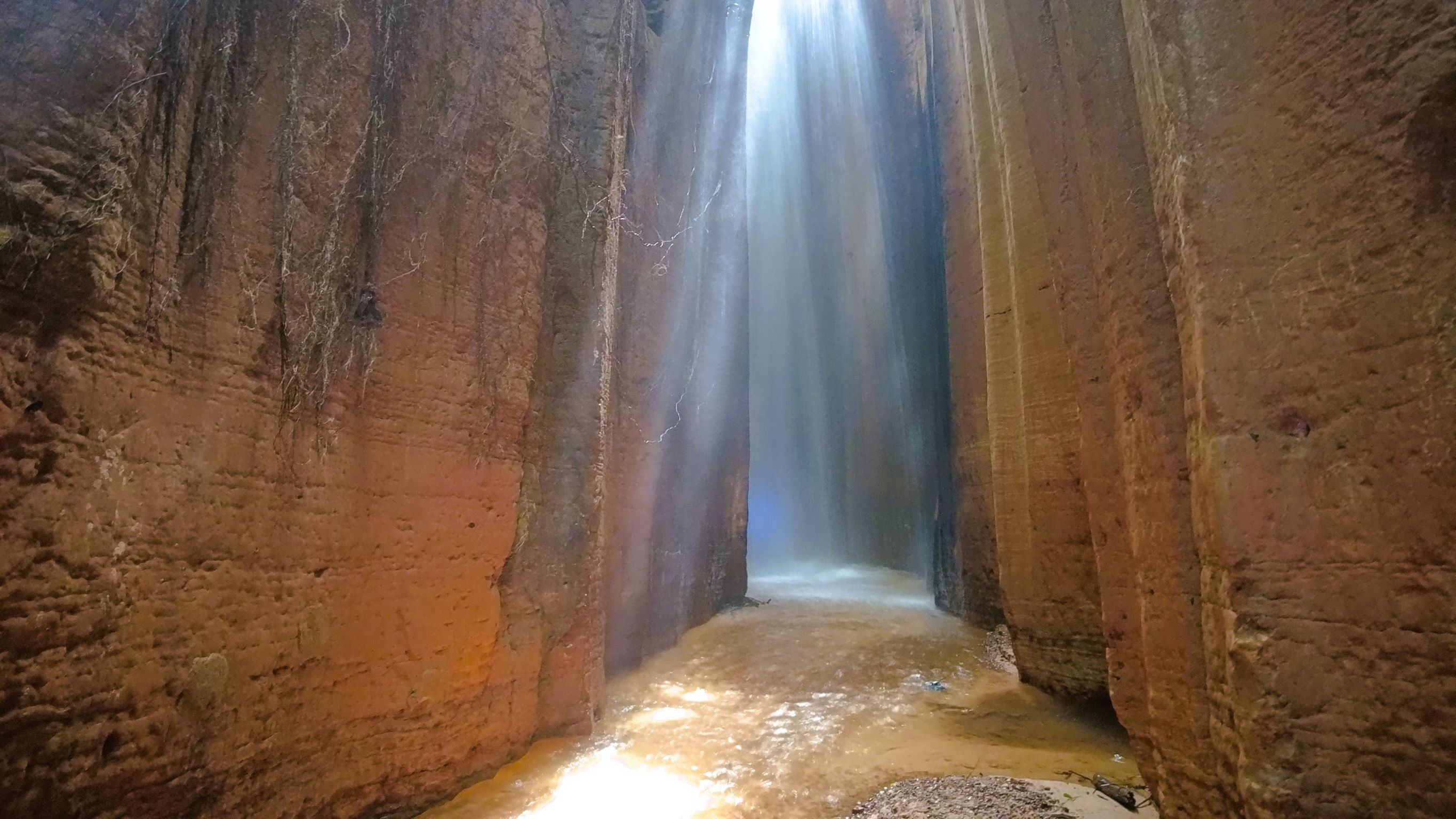
Les chutes d'eau d'Awhum dans l'Udi. Avril 2022.

Udi est une zone de gouvernement local et une ville de l'État d'Enugu au Nigeria,.

## Source
- (en) Cet article est partiellement ou en totalité issu de l’article de Wikipédia en anglais intitulé « Udi, Enugu » (voir la liste des auteurs).